# Fra Mauro (månkrater)

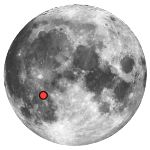
Månkratern Fra Mauros läge på månen

Fra Mauro är en krater och bergsformation på månen. Namnet kommer från Fra Mauro, en benediktinsk munk och kartritare från 1400-talet.
Det var en tilltänkta landningsplatsen för Apollo 13 som sedermera inte landade på månen på grund av katastrofala tekniska problem. Det blev istället Apollo 14 som landade på den här platsen.